# Діти кукурудзи (фільм, 1984)
«Діти кукуру́дзи» (англ. Children of the Corn) — фільм жахів 1984 року, знятий за однойменним оповіданням Стівена Кінга. Перший фільм з серії «Діти кукурудзи». Режисер: Фріц Кірш, зірки кіно Пітер Хортон і Лінда Гамільтон. Дія фільму відбувається у вигаданому містечку Гатлін, штат Небраска. Кінострічка розповідає історію про демонічну істоту з назвою «Той, Хто Ходить Між Рядками», яка заманює дітей з міста, щоб ритуально вбивати всіх дорослих і таким чином забезпечує успішний урожай кукурудзи.
Кінг написав оригінальний проєкт сценарію, в якому основну увагу приділив розкриттю характерів головних персонажів — подружжя Берта та Віки, а також зобразив передісторію про повстання дітей в Гатліні. Цей сценарій був відхилений на користь сценарію Джорджа Голдсміта, який дотримувався традиційнішої структури й зробив фільм жорстокішим. Зйомки проходили переважно в штаті Айова, а також в Каліфорнії. Після фільму було знято шість продовжень і телевізійний ремейк.

## Сюжет
Від імені хлопчика на ім'я Іов розповідається, що в місті Гетлін, штат Небраска, всі діти вбили дорослих і тих, хто досяг 19-річчя. Вбивати дорослих дітей змусив хлопчик-пророк Ісаак, щоб очистити Гетлін від «грішних».
Через три роки сімейна пара Берт і Вікі, які радіють життю, на дорозі збивають хлопчика. Вони помічають, що у хлопчика перерізане горло (горло перерізав підліток Малахія, він послідовник Ісаака, але розходиться з ним у думці про «того, хто обходить ряди»). Сімейна пара вирішує відвезти труп хлопця у місто Гетлін. Механік на автозаправці неподалік від міста намагається переконати їхати в інше місто, розташоване далі. Берт намагався вчинити відповідно до цієї поради, але дорога повернула їх назад до заправки, після чого їм залишається тільки їхати в Гатлін. А Малахія приходить на заправку і вбиває механіка, що пізніше викликало невдоволення Ісаака.
Вони виявляють, що місто порожнє. Немає жодної живої душі, скрізь безладдя, і майже всюди росте кукурудза. У місті вони знаходять дівчинку Сару (вона вміє малювати малюнки, на яких зображені дії, які відбудуться в майбутньому). Берт йде на пошуки людей, а Вікі залишається з Сарою. Раптово з'являється група підлітків, які викрадають Вікі.
Берт заходить до церкви, там знаходяться діти, які здійснюють обряд. Діти нападають на Берта, але він рятується втечею. Пораненого Берта рятує хлопчик Іов, після чого вони ховаються в нього в погребі. Іов розповідає, що все це почалося від проповідей Ісаака про те, що дорослі грішні, і всі біди у світу  — їх вина.
На кукурудзяному полі Вікі розіп'яли на хресті, зробленому з кукурудзи, у Малахії з Ісааком починається сварка, Малахія наказує дітям розіп'яти Ісаака. Вночі Берт і Іов приходять на кукурудзяне поле. Берт звільняє Вікі і вступає в сутичку з Малахієм, але щось приходить з глибин кукурудзяного поля і вбиває Ісаака, але через якийсь час він ожив, Ісаак вбиває Малахію. Берт, Вікі і діти біжать в дальній сарай. Берт вирішує спалити поле, він поливає його бензином і підпалює, з палаючого поля з'являється демон, який незабаром вибухає. Залишаючи Гатлін, Берт і Вікі пропонують Іову і Сарі виїхати разом з ними, діти з радістю погоджуються.

## У ролях
| Актор            | Роль                 |
| ---------------- | -------------------- |
| Пітер Гортон     | Бертон Стентон       |
| Лінда Гамільтон  | Вікі Бакстер         |
| Р. Дж. Армстронг | старий Дейл          |
| Джон Френклін    | Ісаак Кронер         |
| Кортні Гейнс     | Малахія Боардман     |
| Роббі Кайгер     | Іов                  |
| Енн Марі МакІвой | Сара                 |
| Джон Філбін      | Річард «Еймос» Діган |